# Evald Schorm
Evald Schorm (15. prosince 1931 Praha – 14. prosince 1988 Praha) byl český filmový a divadelní režisér.

## Život

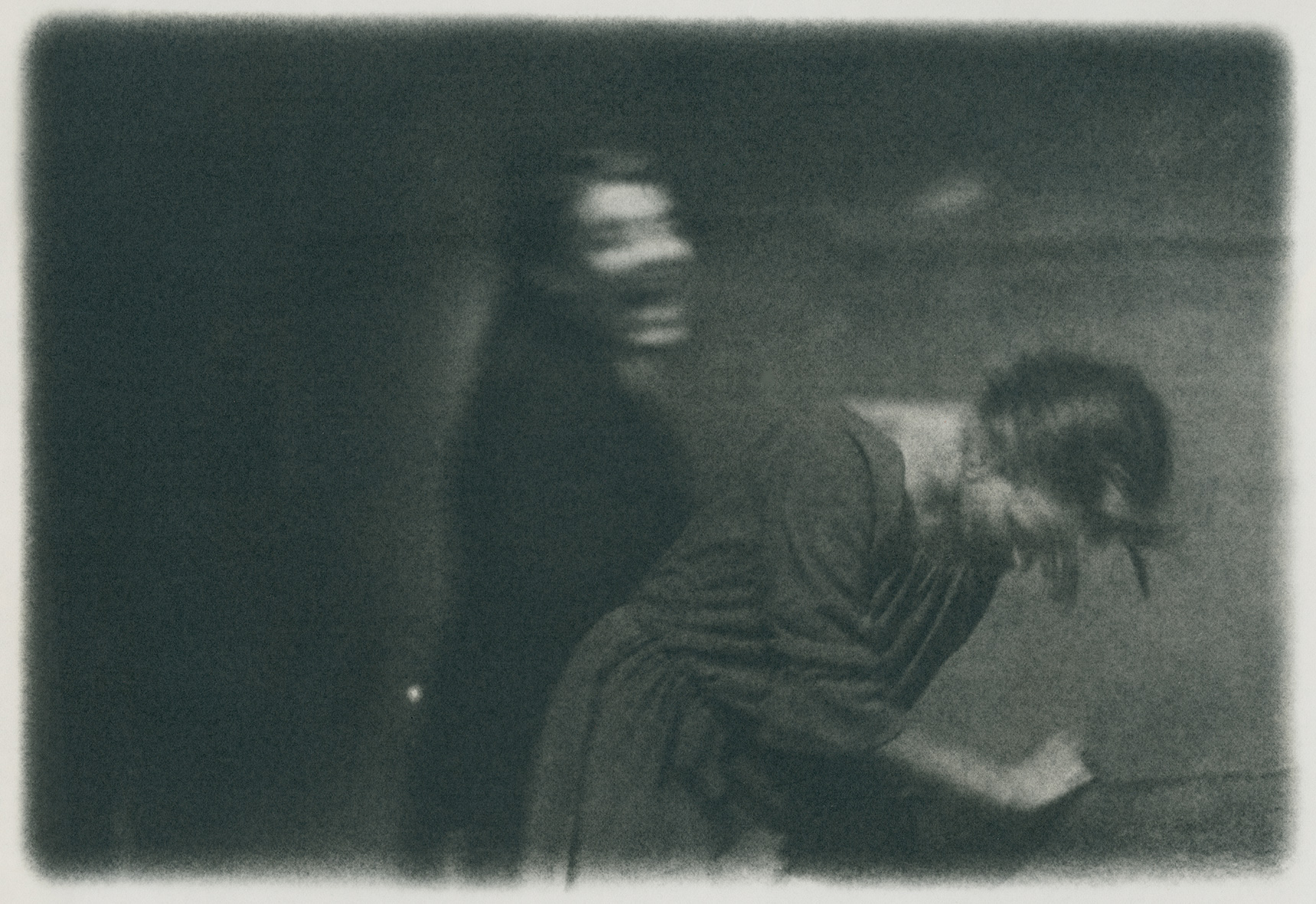
Záběr z představení Bratři Karamazovi v režii Evalda Schorma, Divadlo Na zábradlí, 1979
fotografie: Jaroslav Krejčí

Pocházel z rolnické rodiny, poté, co jeho rodině komunisté zabavili majetek, pracoval v dělnických profesích. Studoval vyšší zemědělskou školu v Táboře, kde se seznámil se svojí ženou Blankou, manželství uzavřeli v roce 1954 a měli spolu syna Oswalda. Během své základní vojenské služby zpíval v Armádním uměleckém souboru Víta Nejedlého, v roce 1957 se díky jistému politickému uvolnění dostal ke Karlu Kachyňovi ke studiím režie hraného filmu na FAMU, kde studoval pod vedením Otakara Vávry. Absolvoval hraným dokumentem Turista v hlavní roli s Vlastimilem Brodským a Danou Medřickou.
Patří do tzv. Nové vlny českého filmu z počátku 60. let 20. století a je všeobecně považován za velmi výraznou a mimořádnou tvůrčí osobnost českého filmu i divadla. Převážná část z jeho pěti hraných snímků ze 60. let skončila na mnoho desítek let v trezoru a nesměla se vůbec promítat. Po roce 1968 mu v důsledku normalizace bylo zakázáno točit (bylo mu tehdy dovoleno pouze dotočit snímek režiséra Vojtěcha Jasného Psi a lidé). V 70. a 80. letech mu zbylo především divadlo. Režíroval kolem osmdesáti inscenací na činoherních a operních pražských i mimopražských scénách (např. v 1. polovině 70. let Národní divadlo Brno), režíroval i v zahraničí (1980 Stuttgart, 1986 Marseille, Detroit). Významná byla také jeho práce pro pražskou Laternu magiku, opusy Kouzelný cirkus, Odysseus (s hudbou Michaela Kocába). Po dvacetiletém zákazu natáčení filmů mu byl povolen film Vlastně se nic nestalo, jehož premiéry se již on sám nedožil. V roce 1992 mu byl in memoriam udělen Řád T.G.M. čtvrté třídy.
Po Evaldu Schormovi je pojmenováno pražské kino Evald.

## Filmografie, výběr

### Dokumentární film
- 1963 Žít svůj život
- 1964 Proč?
- 1965 Zrcadlení
- 1966 Žalm
- 1976 Etuda o zkoušce

### Hraný film
- 1964 Každý den odvahu
- 1965 Perličky na dně
- 1966 Návrat ztraceného syna
- 1967 Pět holek na krku
- 1968 Farářův konec
- 1969 Sedmý den, osmá noc
- 1989 Vlastně se nic nestalo (premiéra posmrtně)

### Televize
- 1967 Král a žena
- 1969 Rozhovory
- 1970 Lítost
- 1971 Úklady a láska
- 1971 Lepší pán
- 1977 Král jelenem (TV záznam divadelního představení)
- 1981 Bratři Karamazovi (TV záznam divadelního představení)